# Hormel
Hormel Foods Corporation là một công ty của Mỹ được thành lập vào năm 1891 tại Austin, Minnesota, bởi George A. Hormel với tên gọi George A. Hormel & Company. Ban đầu tập trung vào việc đóng gói và bán giăm bông, Spam, xúc xích và các sản phẩm thịt lợn, gà, bò và cừu khác cho người tiêu dùng; đến những năm 1980, Hormel bắt đầu cung cấp nhiều loại thực phẩm đóng gói và làm lạnh hơn. Công ty đổi tên thành Hormel Foods vào năm 1993. Hormel phục vụ 80 quốc gia với các thương hiệu như Applegate, Columbus Craft Meats, Dinty Moore, Jennie-O, và Skippy.